# Du liebst mich, du liebst mich nicht
Du liebst mich, du liebst mich nicht (Originaltitel: Jaane Tu… Ya Jaane Na, Hindi: जाने तू… या जाने ना, übersetzt: Ob du es weißt, oder nicht) ist ein erfolgreicher und preisgekrönter Hindi-Film mit Imran Khan und Genelia D’Souza über Liebe und Freundschaft.

## Handlung
Jai Singh Rathore und Aditi alias Miau sind seit ihrer anfänglichen College-Zeit unzertrennlich, wo sie doch unterschiedlicher nicht sein können: Sie, die Freche und Abenteuerlustige, die sich oft mit Jungs prügelt - Er, der Ruhige und Besonnene, der Gewalt verabscheut. Dennoch sind die beiden, nach Ansicht ihrer Eltern und Freunden, wie füreinander geschaffen.
Nach Ende der College-Zeit wollen Aditis Eltern ihre Tochter mit Jai verheiraten. Dies kommt für beide nicht in Frage, da sie nur freundschaftliche Gefühle füreinander hegen. Deshalb beschließen sie einen Partner für den jeweils anderen zu finden.
In einer Disco verkuppelt Aditi Jai mit der hübschen Meghna. Kurze Zeit später verlobt sich Aditi mit dem arroganten Sushant. Nun, beide in ihrer Partnerschaft, erkennen Jai und Aditi ihre wahren Gefühle. Dass sich hinter der Freundschaft etwas Tieferes verbirgt. Trotzdem trauen sie sich nicht ihre Liebe zu gestehen.
Nach dieser Erkenntnis trennen sich beide von ihren Partnern, während Aditi nach New York reisen will, um sich für eine Filmhochschule zu bewerben. Jai will Aditi nicht verlieren und versucht sie von ihrem Vorhaben abzuhalten. Es folgen einige Turbulenzen, bis er seine beste Freundin aufhalten kann und ihr das Lied Jaane Tu… Ya Jaane Na vorsingt, um zu beweisen, dass sie seine große Liebe ist. Aditi versteht dessen Bedeutung und springt ihn voller Freude um den Hals.

## Synchronisation
Die deutsche Synchronisation wurde im Jahr 2009 vom deutschen Filmlabel Rapid Eye Movies in Auftrag gegeben.
| Darsteller        | Rolle                                | Synchronsprecher   |
| ----------------- | ------------------------------------ | ------------------ |
| Imran Khan        | Jai Singh Rathore (Spitzname 'Rats') | David Turba        |
| Ratna Pathak Shah | Savitri Rathore, Jais Mutter         | Anke Reitzenstein  |
| Naseeruddin Shah  | Amar Sing Rathore, Jais Vater        | Uli Krohm          |
| Genelia D’Souza   | Aditi Mahant (Spitzname 'Miau')      | Anne Helm          |
| Nirav Mehta       | Jignesh (Spitzname 'Jiggy')          | Rubina Kuraoka     |
| Karan Makhija     | Ravindran (Spitzname 'Rotlu')        | Gerrit Schmidt-Foß |
| Alishka Varde     | Sandhya (Spitzname 'Bombs')          | Anja Stadlober     |
| Manjari Phadnis   | Meghna Pariyar                       | Maria Koschny      |
| Padam Bhola       | Vivek                                | Sebastian Schulz   |
| Ayaz Khan         | Sushant Modi                         | Tommy Morgenstern  |
| Sohail Khan       | Vinay Singh Rathore                  | Tobias Kluckert    |

## Dies und Das
Imran Khan, der Neffe von Aamir Khan, debütiert als Hauptdarsteller. Zuvor verkörperte er Aamir Khan als Kinderdarsteller in seinen früheren Filmen Qayamat Se Qayamat Tak (1988) und Jo Jeeta Wohi Sikander (1992).

## Musik
| Songtitel                        | Sänger/in                                                                          |
| -------------------------------- | ---------------------------------------------------------------------------------- |
| Kabhi Kabhi Aditi                | Rashid Ali                                                                         |
| Pappu Can't Dance                | Benny Dayal, Naresh Iyer, Satish Chakravarthy, Aslam, Blaaze, Tanvi Shah, Bhargavi |
| Nazrein Milaana Nazrein Churaana | Benny Dayal, Satish Chakravarthy, Sayonara, Darshana, Svetha, Bhargavi, Anupama    |
| Tu Bole, Main Boloon             | A. R. Rahman                                                                       |
| Kahin To                         | Rashid Ali, Vasundhara Das                                                         |
| Pappu Can't Dance (Remix)        | Benny Dayal, Naresh Iyer, Satish Chakravarthy, Aslam, Blaaze, Tanvi Shah, Bhargavi |
| Jaane Tu Mera Kya Hai (Aditi)    | Runa Rizvi                                                                         |
| Jaane Tu Meri Kya Hai (Jai)      | Sukhwinder Singh                                                                   |

Die männliche und weibliche Version des Songs Jaane Tu Mera Kya Hai ist im Film nicht zu hören und ist auf der deutschen DVD unter „Deleted Songs“ zu sehen.

## Auszeichnungen
Filmfare Award (2009)
- Filmfare Award/Beste Musik an A. R. Rahman
- Filmfare Award/Bestes Debüt an Imran Khan
- Filmfare Award/Beste Choreografie an Longines Fernandes für Pappu Can't Dance
- Filmfare Award/Besondere Leistung an Prateik Babbar

Star Screen Award (2009)
- Star Screen Award/Beste Musik an A. R. Rahman

Nominierungen
- Star Screen Award/Meistversprechender Newcomer an Imran Khan

Stardust Award (2009)
- Stardust Award/Männliche Durchbruchsrolle an Prateik Babbar
- Stardust Award/Weibliche Durchbruchsrolle an Manjari Phadnis
- Stardust Award/Männliche musikalische Sensation an Benny Dayal für Pappu Can't Dance

Sabse Favourite Kaun Award (2009)
- Sabse Favourite Kaun Award/Naya Hero an Imran Khan

## Kritik
„Leichtgewichtige Bollywood-Komödie mit reizvollen Debüt-Leistungen, die das Genre freilich nicht neu erfinden, sondern ihm die üblichen Späße und Lieder zuliefern.“